# 科奇什·埃莱梅尔
科奇什·埃莱梅尔（匈牙利語：Kocsis Elemér，1910年2月26日—1981年10月6日），罗马尼亚男子足球运动员，司职前锋。他曾代表罗马尼亚国家队参加1930年国际足联世界杯，结果队伍止步小组赛阶段。